# Norwich (Ontario)
Le Norwich est une municipalité située dans le comté d'Oxford, dans le sud-ouest de l'Ontario, au Canada. Norwich dans le nord de l'État de New York, la région d'origine des familles pionnières au début du XIXe siècle, connue sous le nom de Norwichville[pas clair].

## Histoire
À son arrivée dans la province en 1792, la première proclamation par John Graves Simcoe, le lieutenantgouverneur du HautCanada tout en à Kingston , a annoncé les noms et les limites qu'il avait décidés limites politiques comme pour le Haut-Canada. Pour les régions situées à l'ouest de Kingston, il décida que les noms de comté seraient un " miroir de la Grande-Bretagne ". Pour ce faire, les noms des comtés situées le long du lac Ontario sont devenus Northumberland, Durham, York et Lincoln, et pour les comtés situés le long du lac Érié, les noms sont devenus Norfolk, Suffolk, Essex et Kent. (Il s’agissait de la même séquence de noms de comté en place le long de la côte est de l’Angleterre, allant de la frontière écossaise à la Manche. ) La proclamation définissait la limite nord du comté de Norfolk comme étant la rivière Thames. Les cantons de Norwich et de Dereham se trouvaient à l’origine dans la région désignée comme appartenant au comté de Norfolk dans le Haut-Canada et ont été nommés d’après les villes de Norwich et Dereham dans le comté de Norfolk en Angleterre.

## La démographie
| 2001   | 2006   | 2011   | 2016   |
| ------ | ------ | ------ | ------ |
| 10 478 | 10 481 | 10 721 | 11 001 |

## Attractions

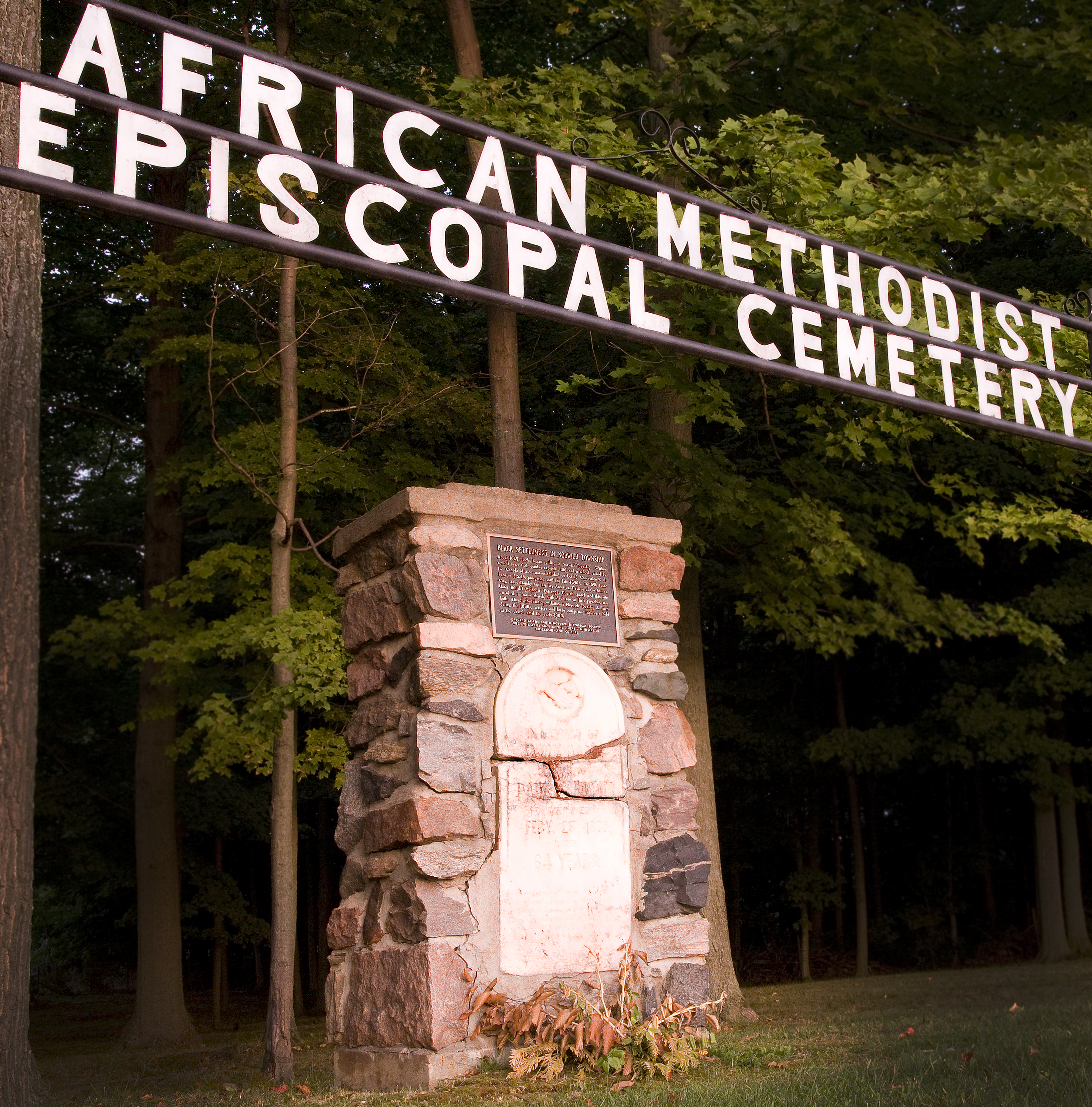
Cimetière de chemin de fer clandestin

- Musée de Norwich et du district: Le musée de Norwich et du district est l’un des plus anciens musées communautaires ruraux en Ontario. Il contient une collection d’objets façonnés liés à l’histoire agricole et sociale de la région. Le musée est actuellement installé dans un ancien lieu de réunion (construit en 1889) offert à cette fin par la Société des amis à la Société des pionniers.
- École publique Emily Stowe : Ouverte fin 2012, l’école se compose maintenant de la maternelle à la 8e année.
- École secondaire du district de Norwich : L’école secondaire du district de Norwich, qui abrite les chevaliers de Norwich, a été ouverte en 1952 à l’extrémité sud du village de Norwich. Le 28 octobre 2008, les administrateurs du conseil scolaire de district de Thames Valley ont décidé de fermer l'école secondaire du district de Norwich en raison de la baisse des inscriptions dans la région et du conseil scolaire dans son ensemble. Une réunion des anciens diplômés de l’EDSN a eu lieu du 5 au 6 juin 2010. L'école s'appelle maintenant Emily Stowe Public School.
- Musée et magasin de forgeron de la gare de Grand Trunk: La South Norwich Historical Society a restauré cette gare de 1875 qui a retrouvé son état de 1881. La salle d'attente et le bureau ont été restaurés de manière authentique. La bagagerie est une salle d'interprétation pour afficher l'histoire de la région. Les expositions permanentes présentent la construction ferroviaire des années 1880 avec de nombreux artefacts de toutes les époques. Le chemin de fer clandestin et les premières colonies noires de la région sont un autre point fort, ainsi que l'histoire du premier héritage quaker dans la région.
- Premier cimetière des colonies noires: en 1982, lors de la 175e célébration de la communauté, une plaque a été placée au cimetière pour commémorer la colonie noire des familles libérées qui ont élu domicile dans cette région.
- Otterville Park: Juste au nord du coin principal, et à travers les portes de pierre, se trouve 10 acres (40 468,5642 m2)     de parcs arborés de grands pins, avec piscine, terrain de balle, terrain de fer à cheval, terrains de tennis et de basket-ball et aire de jeux pour enfants.
- Tigres de Norwich: Les Tigers de Norwich (anciennement les Mets du mont Elgin et les Tigson de Tillsonburg) se dérouleront à partir du parc Dillon à compter de 2014. Ils font partie de la ligue de Fastball Hommes des Tri-Counties, les jeudis et dimanches étant désignés comme matchs à domicile.

## Résidents notables
- Ross Butler (1907-1995) Agriculteur, photographe, auteur de chansons, juge de bétail, éleveur de bovins et de volailles, pionnier de l'insémination artificielle de bovins, peintre et sculpteur d'animaux de ferme, ainsi qu'un auteur (l'autobiographique, My Father's Farm). Commandé en 1939 pour peindre plus de 500 peintures "de type standard" de bétail canadien à placer dans des écoles à travers le Canada. Voir le lien pour d'autres réalisations notables.
- Cassie L. Chadwick (1857-1907), née Elizabeth Bigley dans la communauté d'Eastwood dans le canton de Norwich, déménage à Cleveland (Ohio), devient Madame et fraudeur infâme
- Ronald C. Davidson (1941-2016), physicien et premier directeur du MIT Plasma Science and Fusion Center
- Harold Innis, (1894-1952), économiste politique, né et élevé dans la communauté de Bookton dans le canton de Norwich
- William Melville Martin (1876-1970), deuxième premier ministre de la Saskatchewan
- Hulda Minthorn (1848-1884), mère de Herbert Hoover, 31e président des États-Unis; a déménagé dans l'Iowa avec sa famille à l'âge de 11 ans
- James Beech Moore (1842-1931), le plus ancien ministre du mouvement des baptistes canadiens au monde, était au moment de son décès le plus vieux vétéran canadien de la guerre de sécession.
- Eddie Oatman (1889-1973) dix fois joueur étoile du PCHA et membre des Bulldogs du Québec de la NHA. Il a remporté la coupe Stanley avec les Bulldogs en 1912 et a joué au hockey professionnel pendant 32 saisons complètes.
- Tour. James Robertson (1839-1902), presbytérien, ordonné par Knox Presbyterian, Norwich; plus tard, premier surintendant des missions, Territoires du Nord-Ouest
- Margaret Allen Rockefeller, épouse de William Avery Rockefeller (père du magnat américain John D. Rockefeller
- Emily Stowe, (1831-1903), première femme médecin à exercer la médecine au Canada et Augusta Stowe-Gullen, sa fille, première femme à obtenir un diplôme en médecine au Canada